# Улица Юрия Шевелёва (Киев)
Улица Юрия Шевелёва (укр. Вулиця Юрія Шевельова) — улица в Дарницком районе города Киева, местность Новая Дарница. Пролегает от Гостинной к Сентябрьской улице.
Приобщаются улицы Ялтинская, Севастопольская и Санаторная (между двумя последними имеется перерыв в пролегании улицы Юрия Шевелёва).

## История
Улица возникла в первой четверти XX века под названием Михайловская. Простиралась между теперешними Севастопольской и Сентябрьской улицами. В 1941—1943 годах — Лесная.
В середине XX века проложено продолжение улицы Юрия Шевелёва — 205-я Новая улица. Обе улицы объединили в 1955 году под названием улица Руднева. В справочниках «Улицы Киева» 1975 и 1995 годов было ошибочно указано, что улица названа в честь Семёна Руднева, Героя Советского Союза, одного из организаторов партизанского движения на Украине во время Великой Отечественной войны, комиссара партизанского соединения под командованием Сидора Ковпака.
С 1974 года улица носила уточнённое название улица Николая Руднева.
В середине 1980-х годов улицу значительно сократили (в 1950-80-е годы она начиналась от Днепродзержинской улицы) и в немалой степени перестроена.
Современное название — с 2016 года, в честь Юрия Шевелёва, украинского слависта-языковеда, историка украинской литературы, литературного и театрального критика, коллаборациониста.